# Humberto Fernandes
Humberto Fernandes   (Lisboa, 14 de juny de 1940 - Lisboa, 8 de febrer de 2009) va ser un futbolista portuguès que va jugar principalment com a central.
Durant 12 temporades, Fernandes va acumular un total de 58 partits a la Primeira Liga, tots al Benfica, i va guanyar 11 títols importants.

## Carrera de club
Nascut a Penha de França, Lisboa, Fernandes és un producte juvenil del Benfica, al servei del club durant disset temporades. Va debutar el 2 de novembre de 1958 en una victòria contra el Braga. Jugant principalment al filial, va passar tota la seva carrera fent de suplent d'Alfredo, Fernando Cruz, Raúl Machado, Jacinto Santos i Germano, apareixent només esporàdicament al llarg de 12 anys.
Va jugar com a titular la final de la Copa d'Europa de 1963, que el Benfica va perdre contra l'AC Milan per 2 a 1 a l'estadi de Wembley a Londres, una derrota que va trencar una ratxa consecutiva de dues victòries portugueses a la Copa d'Europa, i que representà també la primera victòria italiana en la competició.
El 1970 va deixar el Benfica per fitxar amb l'Estrela de Portalegre, acabant la seva carrera a l' Sport Lisboa e Cartaxo el 1973, als 33 anys.

## Palmarès
Benfica
- Primera Lliga: 1962–63, 1963–64, 1964–65, 1966–67, 1967–68, 1968–69
- Taça de Portugal: 1961–62, 1963–64, 1968–69, 1969–70
- Copa d'Europa: 1961–62
- Subcampió de la Copa Intercontinental: 1961,[5] 1962